# Penicillium novae-zeelandiae
Penicillium novae-zeelandiae J.F.H. Beyma – gatunek grzybów z rodziny Aspergillaceae. Mikroskopijny grzyb strzępkowy.

## Systematyka i nazewnictwo
Pozycja w klasyfikacji według Index Fungorum: Penicillium, Aspergillaceae, Eurotiales, Eurotiomycetidae, Eurotiomycetes, Pezizomycotina, Ascomycota, Fungi.
Po raz pierwszy opisał go w 1940 roku J. Frederik Hessel van Beyma na grzybach z rodzaju Sclerotinia na Nowej Zelandii.

## Występowanie
Znane jest występowanie P. novae-zeelandiae w Australii, Afryce, Europie i na Nowej Zelandii. W Polsce z gleby wyizolował go Karol Mańka w 1987 r.

## Badania naukowe
- P. novae-zeelandiae jest używany w procesach biotechnologicznych do produkcji czerwonego pigmentu. Dodatek słomy kukurydzianej podnosi 2,3 razy wydajność tego procesu[4].
- Znaczącą wydajność produkcji czerwonego pigmentu (betainy) przez P. novae-zeelandiae uzyskano przez dodanie do biomembrany 0,4 g/l tyrozyny[5].